# Ministère de l'Agriculture (Guinée)
Pour les articles homonymes, voir Ministère de l'Agriculture.
Le ministère de l'Agriculture est un ministère guinéen dont le ministre est Mariama Cire Sylla.

## Titulaires depuis 2025
| Nom | Nom                | Dates du mandat | Dates du mandat | Gouvernement(s) |
| --- | ------------------ | --------------- | --------------- | --------------- |
|     | Mariama Cire Sylla | 29/7/2025       | En cours        | Bah Oury        |